# Crescent Valley (Nevada)
Crescent Valley es un lugar designado por el censo en el condado de Eureka en el estado estadounidense de Nevada.

## Geografía
Crescent Valley se encuentra ubicado en las coordenadas 40°24′58″N 116°34′35″O / 40.41611, -116.57639.